# Obesulus keralicus
Obesulus keralicus är en stekelart som beskrevs av T.C. Narendran och Girish Kumar 2005. Obesulus keralicus ingår i släktet Obesulus och familjen finglanssteklar. Inga underarter finns listade i Catalogue of Life.